# Поцілунок Путіна
«Поцілунок Путіна» (англ. Putin's Kiss, дан. Putins kys) — документальний фільм 2012 року, повнометражний режисерський дебют данського режисера, сценариста та оператора Лізе Бірк Педерсон.
Світова прем'єра стрічки відбулася 19 січня 2012 року в Данії, наступного дня у рамках програми Світових документальних фільмів її було продемонстровано на кінофестивалі «Санденс».
Фільм присвячено колишньому комісарові руху «Наші» Маші Дроковій, яка пішла з руху після знайомства з представниками ліберальної опозиції.

## Сюжет
«Наші» стає все популярнішою політичною молодіжною організацією, що має прямий зв'язок із Кремлем. Офіційно її метою є підтримка нинішньої політичної системи шляхом створення майбутньої еліти серед найяскравіших російських підлітків. У той же час, одне з основних її завдань — запобігання поширенню поглядів політичної опозиції серед росіян.
Ми зустрічаємо 16-річну Машу, комісара та представника «Наших». Маша — дівчина з середнього класу, що живе разом зі своєю родиною, як і багато пересічних рососіян, у маленькій квартирі, на околиці Москви. Маша, молода й амбітна дівчина, вступила в «Наші» ще у віці 15-ти років. Її привабили енергія руху та можливості, які надавала організація.
За дивовижно короткий термін вона досягла самісінької верхівки й стала протеже міністра Росії у справах молоді. Один раз її сфотографували з самим Володимиром Путіним, предметом її глибокої поваги та захоплення, ідеалом політичного лідера. А на одному із зібрань «Наших», які Пупкін сам особисто відвідував, вона навіть поцілувала його.
Маша належить до тієї частини «Наших», що добре вихована, освічена та красномовна. Однак, за словами опозиції, «Наші» також є тим ультра-правим угрупуванням, яке несе відповідальність за погрози та напади на тих, хто не згоден з Путіним.
Коли Маша виставляє свою кандидатуру для переобрання в «Наші» й програє супернику, чия програма називається «Боротьба з ворогами Росії», вона вперше замислюється над своєю роллю в організації. Вона знайомиться з людьми з іншими політичними поглядами, в тому числі з журналістом Олегом Кашиним, з яким одного разу вона вела дебати на телебаченні. А потім відбувається несподіване. Незважаючи на їх пристрасні політичні розбіжності, Маша і Олег стають близькими друзями.
Машини нові знайомства незабаром стануть причиною її конфлікту з «Нашими». Одного нещасливого дня на Олега Кашина нападають і жорстоко б'ють «невідомі», і Маша розуміє, що повинна заступитися.

## У ролях
- Олег Кашин
- Маша Дрокова
- Ілля Яшин
- Василь Якеменко

## Нагороди
Загалом стрічка отримала 1 нагороду:
- Кінофестиваль «Санденс» (2012)
  - Приз за операторську роботу неамериканського документального фільму

## Номінації
Загалом стрічка отримала 1 номінацію:
- Кінофестиваль «Санденс» (2012)
  - Приз журі за неамериканський документальний фільм

## Цікаві факти
- На кінофестивалі «Санденс», окрім кінострічки «Поцілунок Путіна», ще один данський фільм («10 годин до раю»[da] режисера Мадса Маттісена) здобув нагороду — Приз за режисуру неамериканського драматичного фільму[7].